# Giorgio Rossetti
Giorgio Rossetti (Trieste, 24 agosto 1938) è un politico italiano, esponente del Partito Comunista Italiano e parlamentare europeo.

## Biografia
È stato eletto alle elezioni europee del 1984, poi riconfermato nel 1989, per le liste del PCI. È stato vicepresidente della Delegazione per le relazioni con la Jugoslavia, membro della Commissione per i trasporti, della Commissione per le relazioni economiche esterne, della Delegazione per le relazioni con i paesi dell'America centrale e con il Messico, della Sottocommissione per i diritti dell'uomo, della Delegazione alla Commissione parlamentare mista CE-Spazio economico europeo, della Delegazione alla Commissione parlamentare mista CE-Finlandia.